# FK Podrinje Janja
Der Fudbalski Klub Podrinje Janja (Serbisch kyrillisch: Фудбалски Клуб Пoдpињe Jaњa) ist ein bosnisch-herzegowinischer Fußballverein aus Janja in der Gemeinde Bijeljina. Der Verein spielt in der Saison 2023/24 in der dritthöchsten Spielklasse Bosnien und Herzegowinas, der Druga Liga RS.  

## Allgemeines
Der Verein wurde 1927 gegründet und zählt zu den ältesten Vereinen des Landes. Er trat in den unteren Ligen des ehemaligen Jugoslawiens an. Seit dem Zerfall Jugoslawiens spielt der Verein in den Ligen der Republika Srpska, seit der Saison 2010/11 ununterbrochen in der Prva Liga RS. Als größter Erfolg ist der zweite Platz in der Saison 2013/14 zu werten. Ein bekannter Jugendspieler des Vereins ist Savo Milošević, der später bei FK Partizan Belgrad, Aston Villa und Real Saragossa unter Vertrag stand und insgesamt 102 Länderspiele bestritt.

## Trainer
- Miroslav Savić
- Borislav Tonković
- Mile Lazarević
- Miroslav „Mile“ Milanović